# Amir Naderi
Pour les articles homonymes, voir Naderi.
 (mai 2014).
Si vous disposez d'ouvrages ou d'articles de référence ou si vous connaissez des sites web de qualité traitant du thème abordé ici, merci de compléter l'article en donnant les références utiles à sa vérifiabilité et en les liant à la section « Notes et références ».
Amir Naderi (en persan : امیر نادری) est un réalisateur iranien né le 24 août 1945 à Abadan.

## Biographie
Naderi, en 1971, tourne son premier film A bientôt, Mon ami qui a été tourné en Iran.
M. Naderi entra sur la scène internationale avec les films qui sont maintenant des classiques du cinéma,  Le Coureur (1985), et  L'eau, le vent, la terre (1989).
 Le coureur  est considéré par de nombreux critiques comme étant l'un des films les plus influents du quart de siècle dernier. 
Après qu'un certain nombre de ses films aient été interdits par le gouvernement iranien, M. Naderi a quitté le pays. 
Expatrié à New York, M. Naderi a continué de produire des nouveaux films. Il a été reçu comme boursier du Centre de vidéo et de Film Rockefeller en 1997 et a travaillé en résidence et comme instructeur à l’université Columbia, l’université du Nevada à Las Vegas et École des Arts visuels de New York. 
Ses films aux États-Unis ont été projetés en premier à la Société de Film du Centre de Lincoln, au MOMA et dans des festivals, Venise, Cannes, Sundance et Triséqua.
Son film, Barriere de son (2005) a remporté le prestigieux prix de Roberto Rossellini au Festival du film de Rome.
En raison de la plus petite distribution et du petit budget de publicité, les films de M. Naderi ne sont pas aussi bien connus que la plupart des films de Hollywood. Malgré ça et le manque d'acteurs connus dans la plupart de ses films, son travail tend à trouver de la distribution (principalement en Europe et au Japon), et il a obtenu beaucoup de critiques élogieuses. Les films et la photographie de M. Naderi sont également souvent l'objet de rétrospectives aux grands festivals et musées partout dans le monde. Le Center de Lincoln à New York, la ville qui a été son domicile depuis 20 ans, a offert une rétrospective complète de son travail en 2001, comme l'a fait le Musée International du cinéma à Turin, en Italie en 2006. La plus récente rétrospective de son œuvre a été projetée à Festival international du film de Pusan en Corée du Sud, la plus grande en Asie. M. Naderi a été membre du jury des festivals de film international pendant plus d'une décennie.

## Festivals
Les films d'Amir Naderi ont été en compétition dans plusieurs festivals majeurs. A, B, C, Manhattan a été présenté dans la catégorie "Un certain regard" au festival de Cannes en 1997. Vegas : based on a true story était en compétition au festival de Venise en 2008.

## Filmographie
- 1971 : Khodahafez rafigh
- 1973 : Tangna
- 1974 : Tangsir (تنگسیر)
- 1974 : Saz Dahani
- 1974 : Entezar
- 1978 : Sakhte Iran
- 1978 : Marsieh
- 1980 : Recherche (Jostoju)
- 1981 : Jostoju-ye dovvom
- 1984 : Barandeh (court métrage)
- 1985 : Le Coureur (دونده, Davandeh)
- 1989 : L'Eau, le Vent, la Terre (Aab, baad, khaak)
- 1993 : Manhattan by Numbers
- 1997 : A, B, C... Manhattan
- 2002 : Marathon
- 2005 : Sound Barrier
- 2011 : Cut
- 2011 : 60 Seconds of Solitude in Year Zero (un segment d'une minute du film collectif)
- 2014 : Mise en scène with Arthur Penn (a conversation)  (documentaire)
- 2016 : La Montagne
- 2018 : Magic Lantern

## Prix
- 1985 : Montgolfière d'or au Festival des trois continents pour Le Coureur (دونده, Davandeh)
- 1989 : Montgolfière d'or au Festival des trois continents pour L'Eau, le vent, la terre (Aab, baad, khaak)